# 거트만 척도
거트만 척도(Guttman scale)는 루이스 거트만(Louis Guttman)이 제창한 태도 측정 척도로서, 재생 가능한 계층에서 순서에 따라 정렬이 가능한 경우 항목의 집합에 따라 형성되는 누적 척도이다. 이를테면, 수학 학력 검사에서 시험을 치르는 사람이 특정 난이도의 항목(예: 2개의 3자리 숫자의 총합을 구하는 문제)에 성공적으로 답변할 수 있다면 그 이전의 문제(예: 2개의 2자리 숫자의 총합을 구하는 문제)에 답변할 수 있을 것이라는 사람과 자극을 동시에 척도화하는 방법을 고안한 바 있다.

## 예
거트만 척도는 양호한 차별된 능력을 가지고 짧은 질문을 설계하는데 유용하며 사회적 거리, 단체 계층, 진화 단계 등의 계층적인 계층구조 구성에 최적으로 동작한다. 거트만 척도의 잘 알려진 예로 보가더스 사회적 거리 척도(Bogardus social distance scale)가 있다.
A 이민자들이 당신의 국가에서 생활할 수 있게 허락할 의향이 있는가? (가장 낮은 난이도)
B 이민자들이 당신의 사회에서 생활할 수 있게 허락할 의향이 있는가?
C 이민자들이 당신의 이웃과 함께 생활할 수 있게 허락할 의향이 있는가?
D 이민자들이 당신 바로 옆집에서 생활할 수 있게 허락할 의향이 있는가?
E 당신이 당신의 아이를 이민자와 결혼하도록 허락할 의향이 있는가? (가장 높은 난이도)
항목 D에 동의한다는 것은 A~C까지의 항목에도 동의한다는 것을 전제하도록 A < B < C < D < E처럼 서열있는 문항으로 설계한다.
아래의 이민자 선호도 테스트는 '서열 있는 문항들'이  '개별 문항 자체의 구성개념'보다 전체문항의 타당도와 신뢰도에 얼마나 중요할 수 있는지를 보여주는 거트만척도의 예이다.
(랜덤)이민자 선호도 테스트
| A | B | C | D | E | 척도값 | 응답자 |
| - | - | - | - | - | ------ | ------ |
| 1 | 0 | 0 | 0 | 0 | 1      | 2      |
| 1 | 1 | 1 | 1 | 0 | 4      | 5      |
| 1 | 1 | 1 | 0 | 0 | 3      | 4      |
| 0 | 0 | 0 | 0 | 0 | 0      | 1      |
| 1 | 1 | 1 | 1 | 1 | 5      | 6      |
| 1 | 1 | 0 | 0 | 0 | 2      | 3      |

무선(랜덤) 이민자 선호도 테스트를 순서값을 기준으로 척도값으로 정렬함으로서 응답자의 선호도도 동시에 함께 정렬된다.
(정렬)이민자 선호도 테스트
| A | B | C | D | E | 척도값 | 응답자 |
| - | - | - | - | - | ------ | ------ |
| 0 | 0 | 0 | 0 | 0 | 0      | 1      |
| 1 | 0 | 0 | 0 | 0 | 1      | 2      |
| 1 | 1 | 0 | 0 | 0 | 2      | 3      |
| 1 | 1 | 1 | 0 | 0 | 3      | 4      |
| 1 | 1 | 1 | 1 | 0 | 4      | 5      |
| 1 | 1 | 1 | 1 | 1 | 5      | 6      |

## 재생산가능계수
재생산가능계수(Reproducibility Coefficient,CR)
{\displaystyle C_{R}=1-{{\text{에 러 수 }} \over {\text{총 응 답 가 능 수 }}}}
{\displaystyle {\text{총 응 답 가 능 수 }}={\text{전 체 응 답 자 }}\times {\text{전 체 문 항 수 }}}
유효한 재생산가능계수 값인 0.9이상을  얻기위한 오류(에러) 허용오차는 0.1 미만에서 다루어지는것으로 알려져있다.

## 같이 보기
- 서열척도
- 리커트척도
- Z 테이블
- 신뢰도